# Minna Planer
Christine Wilhelmine "Minna" Planer (5 de setembre de 1809 - 25 de gener de 1866) fou una actriu alemanya i la primera esposa del compositor Richard Wagner, amb qui estigué casada durant trenta anys, encara que durant els deu darrers anys de matrimoni sovint vivien separats.
Seduïda de molt jove per un apoderat de l'exèrcit, tenia una filla il·legítima, que s'educà com la seva germana. Després d'un festeig tempestuós, que implicà infidelitats per les dues parts, es casà amb Richard Wagner el 1836.
En els primers anys de casats, Minna Planer era la principal assalariada de la casa, tenia una carrera reeixida com a jove heroïna dramàtica, i aconseguia aplaudiments per les seves habilitats en escena així com admiradors per la seva bellesa. Participà en moltes de les aventures de la vida de Wagner, incloent-hi un perillós viatge per mar des de Riga fins a Londres, fugint dels seus creditors. A causa d'una tempesta, el vaixell va haver de refugiar-se en un port de la costa noruega, on Wagner va sentir l'eco dels crits dels mariners en els penya-segats d'un fiord i va conèixer la llegenda l'holandès errant en una novel·la de Heine, d'on va treure la inspiració per a la seva famosa opera. Minna Planer també va compartir la seva pobresa durant la seva primera estada a París, de 1839 a 1842. Després de sis anys d'una vida relativa tranquil·la a Dresden, el 1849 hi va haver una revolta en aquella ciutat, en la qual Wagner es va veure implicat i la parella va haver de marxar per evitar que ell fos processat. Primer van estar-se a París i després van establir-se a Zuric, on van viure gairebé deu anys.
En assabentar-se Minna Planer que Wagner tenia un afer amb Mathilde Wesendonck, va decidir separar-se. En els anys posteriors desenvolupà malalties de cor que en el fons havien de condicionar la seva vida.
Les biografies de Wagner parlen poc de la seva primera esposa. Però un recull de més de dos centenars de cartes que ell li va escriure i que es van publicar el 1908 aporten molta informació sobre la relació que van mantenir. Més d'un segle més tard també es va publicar una biografia d'ella, escrita per Eva Rieger, historiadora de la música.